# Paige (Name)
Paige ist ein Vorname, der überwiegend für Mädchen gebräuchlich ist. Daneben ist Paige ein Familienname.

## Herkunft und Bedeutung
Der Ursprung des Namens liegt in dem griechischen Wort paidion, das „kleiner Junge“ bedeutet. Der französische Begriff Page (bedeutet „Diener“) hat die gleiche Herkunft.

## Häufigkeit
Der Name Paige wurde in Deutschland von 2006 bis 2018 ungefähr 220 Mal als erster Vorname vergeben.

## Namensträger

### Vorname
- Paige Bueckers (* 2001), US-amerikanische Basketballspielerin
- Paige Moss (* 1973), US-amerikanische Schauspielerin
- Paige Patterson (* 1988), US-amerikanische Schauspielerin
- Paige Spiranac (* 1993), US-amerikanische Profigolferin, Golflehrerin und Influencerin
- Paige Turco (* 1965), US-amerikanische Schauspielerin
- Paige Turnah (* 1988), britische Pornodarstellerin
- Paige Zemina (* 1968), US-amerikanische Schwimmerin, Bronze-Medaillen-Gewinnerin bei den Olympischen Spielen 1988

### Familienname
- Adam Paige (* 2000), kanadischer Basketballspieler
- Calvin Paige (1848–1930), US-amerikanischer Politiker
- David Abbey Paige (1901–1979), US-amerikanischer Maler und Kameramann
- David R. Paige (1844–1901), US-amerikanischer Politiker
- Don Paige (* 1956), US-amerikanischer Mittelstreckenläufer
- Elaine Paige (* 1948), britische Sängerin und Schauspielerin
- Gia Paige (* 1990), US-amerikanische Pornodarstellerin
- Glenn D. Paige (1929–2017), US-amerikanischer Politikwissenschaftler
- Haley Paige (1981–2007), US-amerikanische Pornodarstellerin
- Janis Paige (1922–2024), US-amerikanische Schauspielerin
- Jason Paige (* 1969), US-amerikanischer Sänger, Songwriter, Musikproduzent und Schauspieler
- Jennifer Paige (* 1973), US-amerikanische Sängerin und Songwriterin
- Maurice Paige (* 1982), südafrikanischer Schauspieler und Filmregisseur sowie Bodybuilder
- Nolan Paige (* 1993), US-amerikanischer Tennisspieler
- Peter Paige (* 1969), US-amerikanischer Schauspieler
- Robert Paige (1911–1987), US-amerikanischer Schauspieler und Fernsehmoderator
- Roderick Paige (* 1933), US-amerikanischer Politiker
- Rudy Paige (* 1989), südafrikanischer Rugby-Union-Spieler
- Satchel Paige (1906–1982), US-amerikanischer Baseballspieler
- Taylour Paige (* 1990), US-amerikanische Schauspielerin und Tänzerin
- Tyler Paige (* 1995), US-amerikanischer Segler
- Yasmin Paige (* 1991), britische Schauspielerin